# Giải thưởng Làn Sóng Xanh 2004
Lễ công bố và trao giải thưởng Làn Sóng Xanh 2004 được tổ chức tối nay 6 tháng 12 năm 2004, tại sân Lan Anh với khoảng 5.000 khán giả, cương trình còn được trực tiếp trên sóng phát thanh của Đài Tiếng nói Nhân dân Thành phố Hồ Chí Minh và Đài Truyền hình Bình Dương. Trước đó, chương trình đã tổ chức 3 đêm diễn trực tiếp từ ngày 3 đến ngày 5 tháng 12. Một giải thưởng đặc biệt với tên gọi Ấn tượng Fantasy được trao cho màn biểu diễn hay nhất.

Một số ca khúc và tác giả bị loại vì có kết luận "đạo nhạc" như: "Tình thôi xót xa" của Bảo Chấn và "Tuổi 16" của Quốc Bảo. Trong khi đó, hai ca khúc bị nghi vấn "đạo nhạc" là "Ước gì" của Võ Thiện Thanh và "Búp bê biết yêu" của Phương Uyên vẫn có tên trong top 10. Ban tổc chức đã nhận được 14.000 lượt bình chọn của khán giả qua đường bưu điện và email.
Trong đêm diễn đầu tiên, tiết mục"Ru đời đi nhé" của nhạc sĩ Trịnh Công Sơn do 5 ca sĩ Lam Trường, Đàm Vĩnh Hưng, Quang Dũng, Đan Trường và Tuấn Hưng biểu diễn đã đoạt giải Ấn tượng Fantasy.
Sáng ngày 23 tháng 11, buổi họp báo tại Đài Tiếng nói Nhân dân Thành phố Hồ Chí Minh  đã công kết quả chính thức 10 ca sĩ đoạt giải Làn Sóng Xanh 2004.

## 10 ca sĩ được yêu thích nhất
Lam Trường và Phương Thanh là hai ca sĩ có tên luôn trong danh sách 10 ca sĩ được yêu thích nhất trong suốt 7 năm.
| Tên ca sĩ     | Ca khúc thuộc top 10 trong năm (tác giả)                                                               | Chú thích         |
| ------------- | --- | ----------------- |
| Cẩm Ly        | Hoài công (Vũ Quốc Việt)                                                                               | [ 5 ] [ 6 ] [ 7 ] |
| Đàm Vĩnh Hưng | Tình yêu còn đâu (Duy Mạnh), Nếu có yêu tôi (Đức Huy), Anh vẫn chờ em (Thái Hùng)                      | [ 5 ] [ 6 ] [ 7 ] |
| Đan Trường    | Tình khúc vàng, (Hoài An) Mãi mãi một tình yêu (Hoài An)                                               | [ 5 ] [ 6 ] [ 7 ] |
| Hồng Ngọc     | Tin nhắn của anh (Minh Nhiên)                                                                          | [ 5 ] [ 6 ] [ 7 ] |
| Lam Trường    | Đôi chân thiên thần (Lương Bằng Quang), Ánh mắt của cha (Minh Châu) và Đêm nay anh mơ về em (Bảo Chấn) | [ 5 ] [ 6 ] [ 7 ] |
| Mỹ Tâm        | Ước gì (Võ Thiện Thanh)                                                                                | [ 5 ] [ 6 ] [ 7 ] |
| Phương Thanh  | Hãy để em ra đi đã (Vĩnh Tâm)                                                                          | [ 5 ] [ 6 ] [ 7 ] |
| Quang Dũng    | Còn đó chút hồng phai (Vũ Quốc Việt), Vị ngọt đôi môi (Lê Hựu Hà)                                      | [ 5 ] [ 6 ] [ 7 ] |
| Thanh Thảo    | Vị ngọt đôi môi (Lê Hựu Hà), Búp bê biết yêu (Phương Uyên)                                             | [ 5 ] [ 6 ] [ 7 ] |
| Tuấn Hưng     | Đốt chút lá khô (Lê Quang)                                                                             | [ 5 ] [ 6 ] [ 7 ] |

## 10 nhạc sĩ có ca khúc được yêu thích nhất
Không phân biệt thứ hạng
| Tên nhạc sĩ      | Tên ca khúc             | Tên ca sĩ trình bày     |
| ---------------- | ----------------------- | ----------------------- |
| Lê Hựu Hà        | "Vị ngọt đôi môi"       | Quang Dũng & Thanh Thảo |
| Lê Quang         | "Miền cát trắng"        | Quang Vinh              |
| Lương Bằng Quang | "Đôi chân thiên thần"   | Lam Trường              |
| Nguyễn Nhất Huy  | "Tình mẹ"               | Mỹ Tâm                  |
| Phương Uyên      | "Búp bê biết yêu"       | Thanh Thảo              |
| Thái Hùng        | "Anh vẫn chờ em"        | Đàm Vĩnh Hưng           |
| Trần Lê Quỳnh    | "Tuyết rơi mùa hè"      | Đoan Trang              |
| Vĩnh Tâm         | "Hãy để em ra đi"       | Phương Thanh            |
| Võ Thiện Thanh   | "Ước gì"                | Mỹ Tâm                  |
| Vũ Quốc Việt     | "Còn đó chút hồng phai" | Quang Dũng              |

## Các giải thưởng khác
| Tên giải thưởng                                | Chủ nhân giải thưởng                                              |
| ---------------------------------------------- | ----------------------------------------------------------------- |
| Ca sĩ triển vọng                               | • Kasim Hoàng Vũ • Hồ Quỳnh Hương                                 |
| Ca sĩ hát thành công bài hát được yêu thích    | • Đoan Trang ("Tuyết rơi mùa hè") • Quang Vinh ("Miền cát trắng") |
| Nhạc sĩ hòa âm được yêu thích nhất             | Vĩnh Tâm                                                          |
| Phòng thu có nhiều ca khúc được yêu thích nhất | Viết Tân Studio                                                   |